# Армянский легион вермахта
Армянский легион (нем. Armenische Legion, арм. Հայկական լեգեոն) — формирование вермахта, состоявшее из представителей армянского народа. Военной целью данного формирования была государственная независимость Армении от Советского Союза. Армянские легионеры входили в состав 11 батальонов, а также других подразделений.

## Формирование

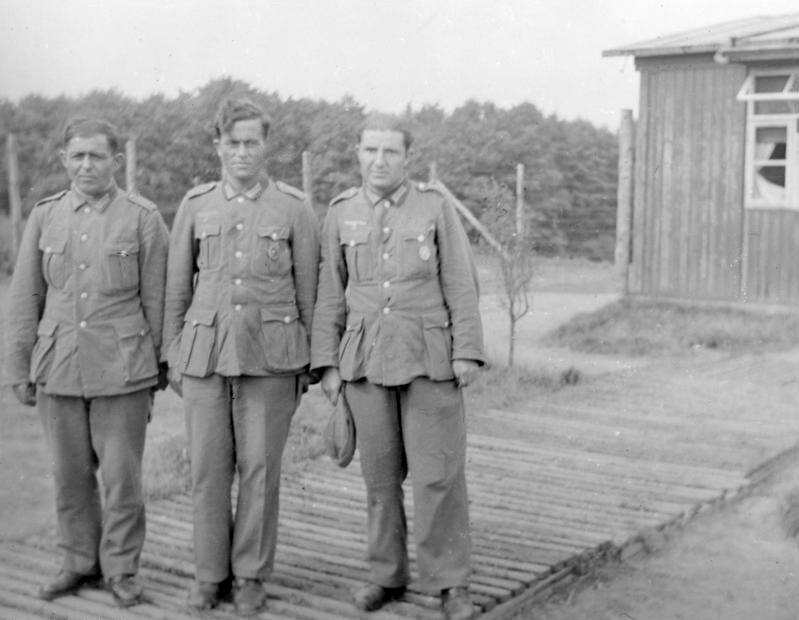
Армянские легионеры

Планируя вторжение в Советский Союз, военно-политическое руководство Германского рейха ставило перед собой ряд задач, одна из которых — разрушение и расчленение многонационального советского государства путём создания национальных правительств и воинских формирований. Одним из способов привлечения на сторону Германии представителей этих народов стало создание Национальных Освободительных Комитетов, в которых доминирующую роль играли бывшие лидеры и военачальники некогда независимых государств, находящихся в эмиграции.
После одобрения Гитлером создания туркестанского легиона, сформированного в ноябре 1941 года, активизировалась работа по созданию воинских формирований из восточных народов. 22 декабря 1941 года Высшее командование вооружённых сил (ОКВ) издаёт приказ о создании четырёх легионов из восточных народов, среди которых называется и армянский легион. Более точные указания о создании легиона последовали в приказе от 8 февраля 1942 года.
Первоначально формирование подразделения началось на территории Польши. В Заержирже был создан подготовительный лагерь, куда поступали военнопленные и где проходила их подготовка. Сам армянский легион дислоцировался в Пулавах. Начальником по личному составу, обучению и использованию армянского легиона был назначен капитан Кучера, он же позже возглавит первый армянский батальон. С июля 1942 до конца 1943 года было сформировано 8 батальонов. Кроме лагерей для формирования и обучения армянских легионеров, были открыты офицерские училища, где обучались будущие офицеры. Одно из таких училищ находилось в городке Легионово (Польша).
С мая 1942 года развернулось формирование частей легиона и на территории Украины. Учебный центр и учебный лагерь был создан в Лохвице. Начальником был назначен майор Энгхольм. С сентября 1942 по февраль 1943 были сформированы три батальона.
Легионеры проходили как физическую, так и специальную военную подготовку. Обычно продолжительность занятий достигала четырёх месяцев (ежедневная нагрузка 7—9 часов), но сроки, в зависимости от обстоятельств, могли быть ускорены. Военные занятия имели широкую программу — включали физическую подготовку, строевые занятия, усвоение устава немецкой армии, усвоение немецких команд, изучение материальной части русского и немецкого оружия, тактическую подготовку. Подготовкой занимались командиры отделений и взводов (из числа бывших военнопленных), прошедших двухнедельную подготовку на курсах. Строевой подготовкой руководили командиры рот. После общей военной подготовки переходили к подготовке узкоспециализированной, по военным специальностям.
Одновременно велась и пропагандистская работа в среде легионеров. Одним из мощных элементов пропагандистской работы были обещания после прекращения военной кампании предоставить независимость Армении (по образцу Словакии или Хорватии).

### Батальоны армянского легиона

#### 808-й армянский пехотный батальон
Сформирован в июле 1942 года в Польше. Численность — 916 армян и 41 немец. Командир — Кучера. Участвовал в боях в районе Туапсе. Батальон показал себя как неблагонадёжный для командования вермахта. В батальоне действовала подпольная группа, готовившая переход легионеров на сторону Красной Армии. В октябре 1942 батальон был разоружён и переформирован в дорожно-строительную часть.

#### 809-й армянский пехотный батальон «Зейтун»
Сформирован в 29 августа 1942 года в Польше. Численность — 913 армян и 45 немцев, был частью 128-го гренадерского полка 48-й пехотной дивизии. Командир — Херманн Беккер. С 18 ноября 1942 года был задействован в боевых действиях на Кавказе. Участвовал в боях в районе Нальчика и Моздока, обороне Кубани и Керченского полуострова. Для дальнейшего прохождения службы в Нидерландах 16 октября 1943 года батальон прибыл в Бельгию.
С 29 ноября по 20 декабря 1943 года батальон провёл переподготовку и учения на учебном полигоне в Сиссоне, после чего, 8 января 1944 года был перемещён в Южный Бевеланд и занял оборонительную линию по обороне Атлантического вала. Численность всего личного состава на начало февраля 1944 года была 844 человека (792 армянина).
В августе 1944 года батальон был переброшен в Нормандию, где в результате операции союзников «Оверлорд» прекратил своё существование по причине больших потерь и перехода солдат к союзникам.

#### 810-й армянский пехотный батальон
Сформирован в 1942 году в Польше. Согласно журналу боевых действий 4 гв. армии за февраль месяц 1944 г. 810-й батальон принял участие в Корсунь-Шевченковской операции, начиная с 07.02.1944 г. в районе н.п. Заводинка, Хлестуновка, Петропавловка. Батальон состоял из армян.

#### 812-й инженерно-строительный батальон
Был создан приказом от 25 ноября 1942 года и 1 февраля 1943 года был окончательно сформирован в городе Пулавы (Польша).
Службу батальон начал нести в Польше в городе Радом. Передислоцирован 10 марта 1943 года в Нидерланды для укрепления обороноспособности Атлантического вала, размещён в окрестностях города Берген-оп-Зом. В батальоне был свой священнослужитель и имелась возможность проведения культовых обрядов. Строго в соответствии с армянским календарём отмечались христианские праздники, проводились крещения желающих.

#### 813-й армянский пехотный батальон
Сформирован в феврале 1943 года в Польше, нёс службу по охране Атлантического вала.

#### 814-й армянский пехотный батальон
Сформирован летом 1943 года в Польше.

#### 815-й армянский пехотный батальон
Сформирован в августе 1943 года в Польше.

#### 816-й армянский пехотный батальон
Сформирован в конце 1943 года в Польше.

#### I/125 армянский батальон
Сформирован в феврале 1943 года на Украине. Для обороны Южной Франции был переброшен на Западный фронт, располагался в 30 км севернее города Марселя, вблизи городка Экс-ан-Прованс.

#### I/198 армянский батальон
Сформирован в сентябре 1942 года на Украине. Для обороны Южной Франции был переброшен на Западный фронт, располагался на побережье юго-западнее Тулона.

#### II/9 армянский батальон
Сформирован в сентябре 1942 года на Украине. Для обороны Южной Франции был переброшен на Западный фронт, располагался у маленького городка Иер, в сторону Сен-Тропе и на островах вёл береговую охрану.

## Знаки отличия
Знаки различия Армянского легиона были утверждены приказом № 2380/42 от 2 июня 1942 года. Знаки различия легионеров включали серые петлицы с серебряным галуном и погоны германского образца из сукна тёмно-зелёного или мундирного цвета с жёлтой выпушкой и серебристыми лычками. Чины, занимавшие офицерские должности, носили узкие серебряные погоны. Специально были разработаны кокарды и нарукавные знаки в виде овала Армянского Легиона. Нарукавной знак легиона был разработан на основе трёхцветного государственного флага 1-й Республики Армения (1918—1920 гг.). Представляет собой щит с нанесёнными на него в последовательности полосами красного, синего и жёлтого (абрикосового) цвета с вышивкой в верхней части — ARMENIEN. Нарукавной знак прикреплялся на правую руку и был нашит ниже плеча на ширину раскрытой ладони (приблизительно 10 см.). В Армянском легионе нарукавные знаки были двух модификаций и отличались друг от друга лишь оттенками основных цветов и цветом вышивки-надписи вверху.
| Погоны и петлицы служащих Армянского Легиона | Погоны и петлицы служащих Армянского Легиона | Погоны и петлицы служащих Армянского Легиона | Погоны и петлицы служащих Армянского Легиона | Погоны и петлицы служащих Армянского Легиона | Погоны и петлицы служащих Армянского Легиона | Погоны и петлицы служащих Армянского Легиона | Погоны и петлицы служащих Армянского Легиона | Погоны и петлицы служащих Армянского Легиона | Погоны и петлицы служащих Армянского Легиона | Погоны и петлицы служащих Армянского Легиона | Погоны и петлицы служащих Армянского Легиона |
| 1. рядовой                                   | 1. рядовой                                   | 2. ефрейтор                                  | 2. ефрейтор                                  | 3. унтер-офицер                              | 3. унтер-офицер                              | 4. фельдфебель                               | 4. фельдфебель                               | 5. лейтенант                                 | 5. лейтенант                                 | 6. обер-лейтенант                            | 6. обер-лейтенант                            |
| -------------------------------------------- | -------------------------------------------- | -------------------------------------------- | -------------------------------------------- | -------------------------------------------- | -------------------------------------------- | -------------------------------------------- | -------------------------------------------- | -------------------------------------------- | -------------------------------------------- | -------------------------------------------- | -------------------------------------------- |
|                                              |                                              |                                              |                                              |                                              |                                              |                                              |                                              |                                              |                                              |                                              |                                              |
| 7. капитан                                   | 7. капитан                                   | 8. майор                                     | 8. майор                                     | 9. подполковник                              | 9. подполковник                              | 10. полковник                                | 10. полковник                                | 11. генерал-майор                            | 11. генерал-майор                            | 12. генерал-лейтенант                        | 12. генерал-лейтенант                        |
|                                              |                                              |                                              |                                              |                                              |                                              |                                              |                                              |                                              |                                              |                                              |                                              |
| 13. генерал-полковник                        |                                              |                                              |                                              |                                              |                                              |                                              |                                              |                                              |                                              |                                              |                                              |
|                                              |                                              |                                              |                                              |                                              |                                              |                                              |                                              |                                              |                                              |                                              |                                              |

## Униформа и вооружение
В учебных лагерях будущим легионерам выдавали в основном захваченную (французскую, голландскую, советскую) униформу, а перед отправкой на фронт или в места дислокаций — обмундирование Германской армии, старого образца 1939 года. Лишь некоторые батальоны начиная с 1944 года получили обмундирование образца 1942—1944 годов.
На вооружении батальонов Армянского легиона было оружие немецкого и советского производства. Немецкое командование сочло нецелесообразным вооружать легионеров, менее знакомых с немецкими образцами оружия, поэтому приняло решение выдавать советское (трофейное). Таким образом вооружение батальонов было смешанным, и только вооружение 812-го стрелкового батальона, было представлено исключительно советскими образцами.
Использование трофейного советского оружия широко применялось во всех батальонах Восточных Легионов.

## О легионе
Первоначальная численность легиона была 8000 человек, позднее была увеличена до 20 000. Многие из них были военнопленными — бывшими солдатами Советской Армии, пожелавшими перейти на сторону рейха. Руководил легионом Драстамат Канаян (Дро).
По разным оценкам, общая численность легиона составляла 11,6 тыс., 18 тыс. или 20 тыс. человек.
Обучение военнослужащих легиона было проведено инструкторами СС. Батальоны Армянского легиона принимали активное участие в наступлении на Кавказ. Однако это не мешало армянским легионерам переходить на сторону советской армии; так, накануне боя за село Потиевка 15 сентября 1943 года из охранных войск вермахта на сторону партизан перешла с оружием в руках рота армянских легионеров в количестве свыше 240 человек. После их перехода под руководством Михаила Наумова был сформирован партизанский отряд им. А. И. Микояна
Организационно подчинялся Штабу командования Восточными легионами (нем. Kommando der Ostlegionen).
Несколько солдат еврейской национальности, служивших в Красной Армии и попавших в плен, были спасены армянскими военнослужащими легиона. Иосиф Моисеевич Коган — солдат Красной Армии, захваченный немецкими войсками, признался, что ему помог врач из армянского батальона, после чего он скрылся в рядах сопротивления. Другой еврей был одним из лидеров подпольного движения батальона.
Адольф Гитлер выразил сомнение по поводу восточных легионов, заметив:
Я не знаю, как эти грузины будут вести себя. Они не принадлежат к тюркским народам … я считаю надёжными только мусульман… Всех остальных я считаю ненадёжными. На данный момент я считаю формирование этих чисто кавказских батальонов очень рискованным, в то время, как я не вижу никакой опасности в создании чисто мусульманских формирований… Несмотря на все заявления Розенберга и военных, я не доверяю также армянам.

### Судьба легионеров
В июле 1944 г. часть легионеров, находившаяся на территории Франции, приняла решение обратить оружие против нацистов. Согласно некоторым советским источникам, приказом Верховного Главнокомандующего ВС СССР от 22 августа 1944 года (собрание приказов Верховного Главнокомандующего СССР данный приказ не содержит) был создан 1-й советский партизанский полк во Франции на базе армянских партизанских отрядов в городе Ниме и в значительной степени состоявший из бывших легионеров Армянского легиона вермахта. Другие источники авторство приказа приписывают командованию Сопротивления. Командиром полка был назначен майор А. Казарян, комиссаром полка — Л. Титанян, начальником штаба — Д. Минасян и зам. командира по строевой части — Б. Петросян. 1 мая 1945 года полк был награждён правительством Франции боевым знаменем и орденом Военного Креста.
В конце войны большинство членов легиона сдались англо-американским войскам, чтобы избежать судьбы военнопленных в СССР. После окончания войны были выданы советской стороне, отбывали наказание в «рабочих батальонах» Гулага, в частности на заводе № 639 в Тюмени. Семьи перешедших на сторону Вермахта солдат наряду с семьями членов партии Дашнакцутюн на Родине в Советском Союзе подвергались репрессиям. Так, после выхода в 1954 году приказа об образовании в Армянской ССР республиканской комиссии по пересмотру дел на лиц, выселенных из республики в 1949 году, обнаружилось, что только в июне 1949 года из Армянской ССР было выселено в основном в Алтайский край 2698 семей (13 тыс. человек), в том числе 1860 семей «дашнаков» и 888 — легионеров. Помимо коренных жителей были депортированы 350 семей (1454 человека) репатриированных в 1946—1948 годах из-за рубежа армян